# Condado da Marcha

Localização da Marcha

O Condado da Marcha (em francês: La Marche) ou simplesmente Marcha foi um condado medieval da França, correspondendo (aproximadamente) ao atual departamento do Creuse.